# Plectrohyla
A Plectrohyla  a kétéltűek (Amphibia) osztályába a békák (Anura) rendjébe, a levelibéka-félék (Hylidae) családjába, azon belül a Hylinae alcsaládba tartozó nem.

## Rendszerezés
A nembe az alábbi fajok tartoznak.
- Plectrohyla acanthodes Duellman & Campbell, 1992
- Plectrohyla avia Stuart, 1952
- Plectrohyla calvata McCranie, 2017
- Plectrohyla chrysopleura Wilson, McCranie, & Cruz-Díaz, 1994
- Plectrohyla dasypus McCranie & Wilson, 1981
- Plectrohyla ephemera
- Plectrohyla exquisita McCranie & Wilson, 1998
- Plectrohyla glandulosa (Boulenger, 1883)
- Plectrohyla guatemalensis Brocchi, 1877
- Plectrohyla hartwegi Duellman, 1968
- Plectrohyla ixil Stuart, 1942
- Plectrohyla lacertosa Bumzahem & Smith, 1954
- Plectrohyla matudai Hartweg, 1941
- Plectrohyla pokomchi Duellman & Campbell, 1984
- Plectrohyla psiloderma McCranie & Wilson, 1999
- Plectrohyla pycnochila Rabb, 1959
- Plectrohyla quecchi  Stuart, 1942
- Plectrohyla sagorum Hartweg, 1941
- Plectrohyla tecunumani Duellman & Campbell, 1984
- Plectrohyla teuchestes Duellman & Campbell, 1992